# 塔尔比亚

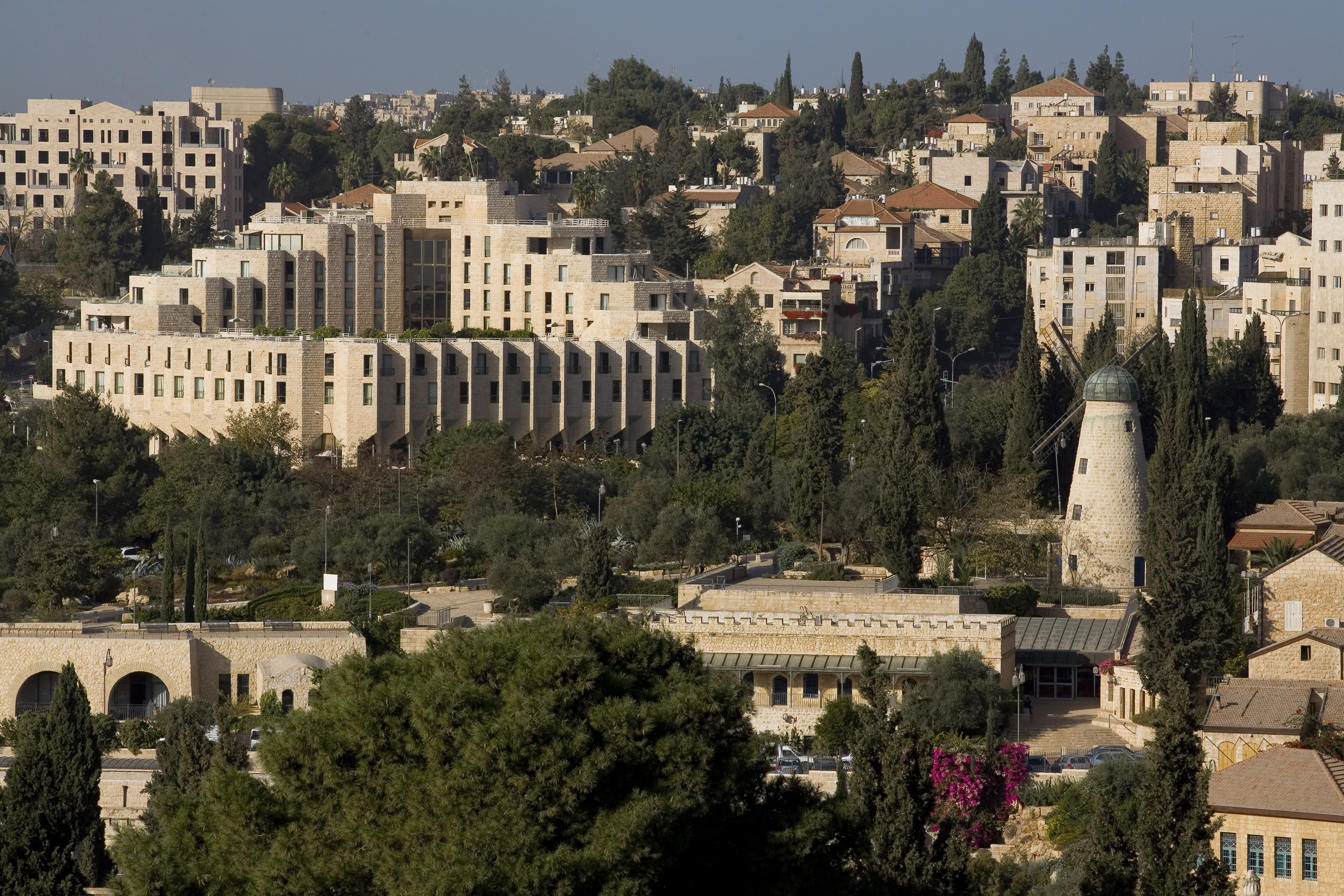
从耶路撒冷旧城看塔尔比亚

塔尔比亚（Talbiya），正式名称Komemiyut，是耶路撒冷的一个高档社区，位于里哈维亚与Katamon之间。它建于二十世纪二十年代和三十年代在向希腊牧首购买的土地上。大多数早期居民都是富裕的中东基督徒，他们用文艺复兴、摩尔和阿拉伯的建筑图案，建造优雅的住宅，四周绿树成荫，花园盛开。 

## 历史

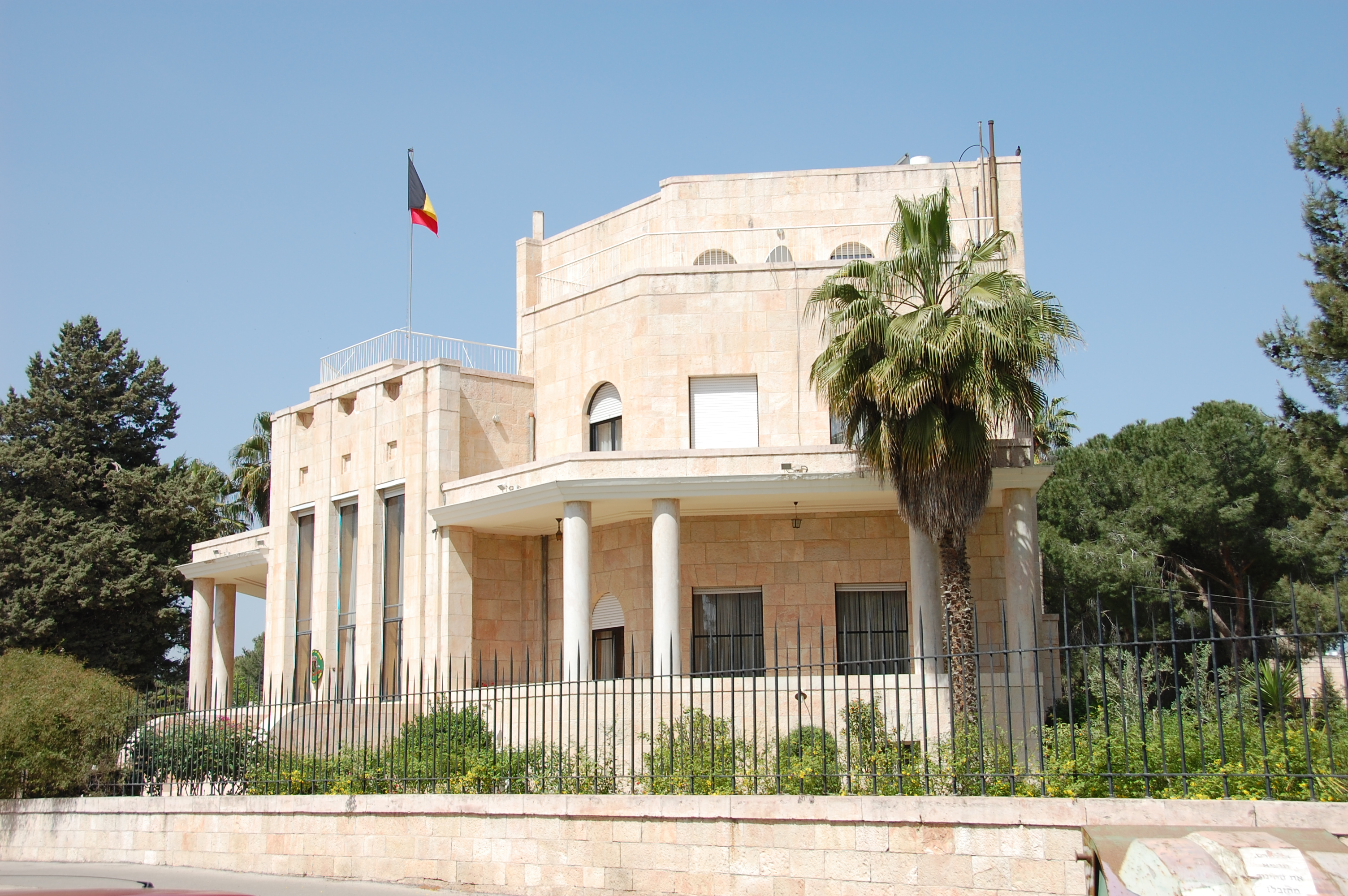
萨拉姆别墅

第一次世界大战后，贝鲁特人君士坦丁·萨拉姆向希腊正教会牧首购买土地，用于兴建一个中东基督徒的社区。萨拉姆除了他自己的别墅之外，还在广场上建造了以他命名的两栋公寓。1948年第一次以阿戰爭以后，由于以色列的缺席物权法，许多塔尔比亚的阿拉伯居民失去了财产权。经过漫长的法律程序，萨拉姆被支付给象征性的70万美元，用于赔偿他位于以色列的数百万美元的财产。塔尔比亚的玫瑰园（Gan Hashoshanim）可追溯到二十世纪三十年代。在以色列国建立之后，在这个公园举行了正式的独立日活动。

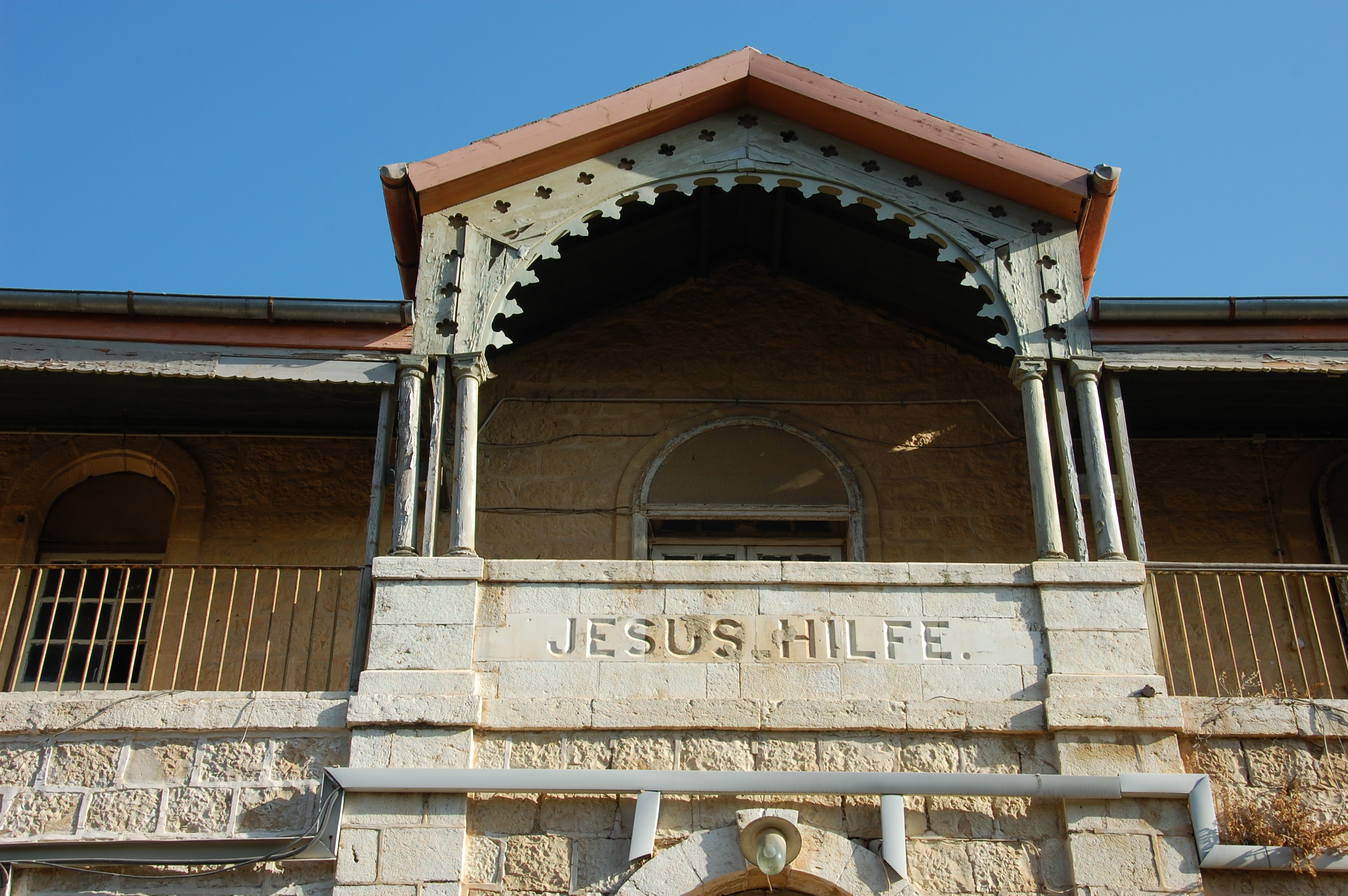
汉森麻风病医院

在1967年六日战争之前, 塔尔比亚的许多别墅都设有外国领事馆。君士坦丁·萨拉姆的住宅租给了比利时领事馆，面对一个鲜花盛开的广场，原名萨拉姆广场，后来更名为温盖特广场，以纪念在二十世纪三十年代培训哈加拿成员的一名英国官员奥德·温盖特。马库斯街，则得名于在以色列独立战争中自愿担任军事顾问的美国军官马库斯上校。

## 今日
耶路撒冷的一些重要的文化机构设于塔尔比亚，其中包括耶路撒冷剧院、Van Leer Institute和以色列总统官邸。

## 著名居民
- 爱德华·萨义德
- 鲁文·里夫林
- 雅各布·奈曼